# Sklerotienbecherlinge
Die Sklerotienbecherlinge (Sclerotinia) bilden eine Pilzgattung aus der Ordnung der Helotiales mit einigen wirtschaftlich bedeutsamen Pflanzenschädlingen wie Sclerotinia sclerotiorum, dem Erreger der Weißstängeligkeit.

## Merkmale

### Makroskopische Merkmale
Sclerotinia-Arten leben parasitisch auf Pflanzen und bilden gestielte becherförmige Fruchtkörper, die Apothecien, die immer einem Sklerotium entspringen. Das Sklerotium enthält keine Pflanzenteile und wird oft ohne die Wirtspflanze gefunden. Die Apothecien sind zimt- bis erdbraun, wobei der Rand oft dunkler und 2 bis 10 mm breit ist.

### Mikroskopische Merkmale
Das Sklerotium besteht aus anfangs hyalinen Hyphen mit gelatinisierten 2–3 μm dicken Zellwänden (textura intricata). Das äußere Excipulum besteht aus kugeligen brandwandigen Zellen, der textura prismatica. Kugelige hyaline Mikrokonidien werden sowohl einzeln als auch in Gruppen aus flaschenförmigen Konidiophoren gebildet. Die Asci sind unitunicat, am Grund verschmälert und besitzen acht Sporen, die in einer Reihe liegen. Die Ascus-Pore blaut mit Jod. Die Paraphysen sind fädig und unverzweigt. Die elliptischen Ascosporen sind hyalin, einzellig glatt und besitzen zwei Öltropfen.

## Ökologie
Sclerotinia-Arten leben parasitisch auf einer Vielzahl krautiger Pflanzen. Darunter befinden sich wichtige Pflanzenschädlinge wie Sclerotinia sclerotiorum, der Erreger der Weißstängeligkeit oder Sclerotinia trifoliorum, der Erreger des Kleekrebses. Ersterer besitzt ein sehr großes Wirtsspektrum mit über 350 Arten aus 60 Pflanzenfamilien und richtet vor allem bei Raps Schäden an. Auch Sclerotinia minor hat ein weites Artenspektrum, während Sclerotinia trifoliorum auf Hülsenfrüchtler beschränkt ist. Sie kommen weltweit vor. Apothecien werden vor allem bei kühlem feuchten Wetter ausgebildet, die aus dem feuchten Sklerotium entspringen. Dieses entwickelt sich auf verfaulten Pflanzenresten im feuchtnassen Boden. In gemäßigten Breiten werden die Fruchtkörper je nach Art im Frühling, Sommer oder Herbst gebildet. In den Tropen ist deren Entwicklung an die Regenzeit gekoppelt.
Sclerotinia homoeocarpa ist der Verursacher der Dollarflecken-Krankheit auf Straußgräsern.

## Arten
Die Mykologin Linda M. Kohn zählte in ihrer Monographie nur noch drei Arten zu Sclerotinia sensu stricto. Kirk et al. listet 14 Arten.
- Sclerotinia borealis
- Sclerotinia homoeocarpa
- Sclerotinia minor
- Sclerotinia ricini
- Sclerotinia sclerotiorum (Mykoviren siehe Sclerotinia-Gemycircularvirus 1, „Sclerotinia sclerotiorum narnavirus 1“ und „2“)
- Sclerotinia spermophila
- Sclerotinia trifoliorum

## Systematik
Leopold Fuckel beschrieb die Gattung schon 1870 und zählte alle Becherlinge dazu, die entweder ein Stroma oder ein Sklerotium ausbildeten. Herbert Hice Whetzel beschränkte 1945 die Gattung auf Arten, die ein echtes Sklerotium ohne Wirtsgewebe ausbildeten, kein Konidienstadium besitzen und hyaline Sporen produzieren. Damit wurden unter anderem Arten wie die Grauschimmelfäule (Botryotinia fuckeliana) in die eigene Gattung Botryotinia gestellt. 1947 stellte Buchwald Arten, die Mikrokonidien ausbildeten und auf Binsengewächsen und Sauergräsern wachsen, in die Gattung Myriosclerotinia. 1979 schränkte Linda Kohn die Gattung noch mehr auf nur mehr drei Arten ein.